# Armando dos Santos Lopes
Armando dos Santos Lopes (* 6. Mai 1966 in Ira'ara, Fuiloro, Lautém, Portugiesisch-Timor) ist ein osttimoresischer Politiker. Er ist Mitglied der Partido Democrático (PD).
Von 2011 bis 2013 war Lopes Direktor des Gemeindedienstes für Bildung in Lautém. Danach war er Abteilungsleiter der Direktion für Bildung der Gemeinde Lautém.
Bei den Parlamentswahlen 2023 trat Lopes auf Platz 7 der Wahlliste der PD an, die Partei gewann aber nur sechs Sitze im Parlament. Da aber drei Abgeordnete der PD auf ihren Abgeordnetensitz verzichteten, rückte Lopes in das 6. Nationalparlament Osttimors nach. Im Parlament ist Lopes Präsident des Ausschusses für Bildung, Jugend, Kultur und Bürgerrechte (Kommission G).